# يوغين جيفيتز
يوغين جيفيتز (14 ديسمبر 1901 – 1 مايو 1984) هو مبارز بالسيف ألماني راحل، مثّل بلاده في الألعاب الأولمبية الصيفية 1936.

## روابط خارجية
يوغين جيفيتز على موقع أوليمبيديا (الإنجليزية)